# Livònia
|  | No s'ha de confondre amb Livonia. |

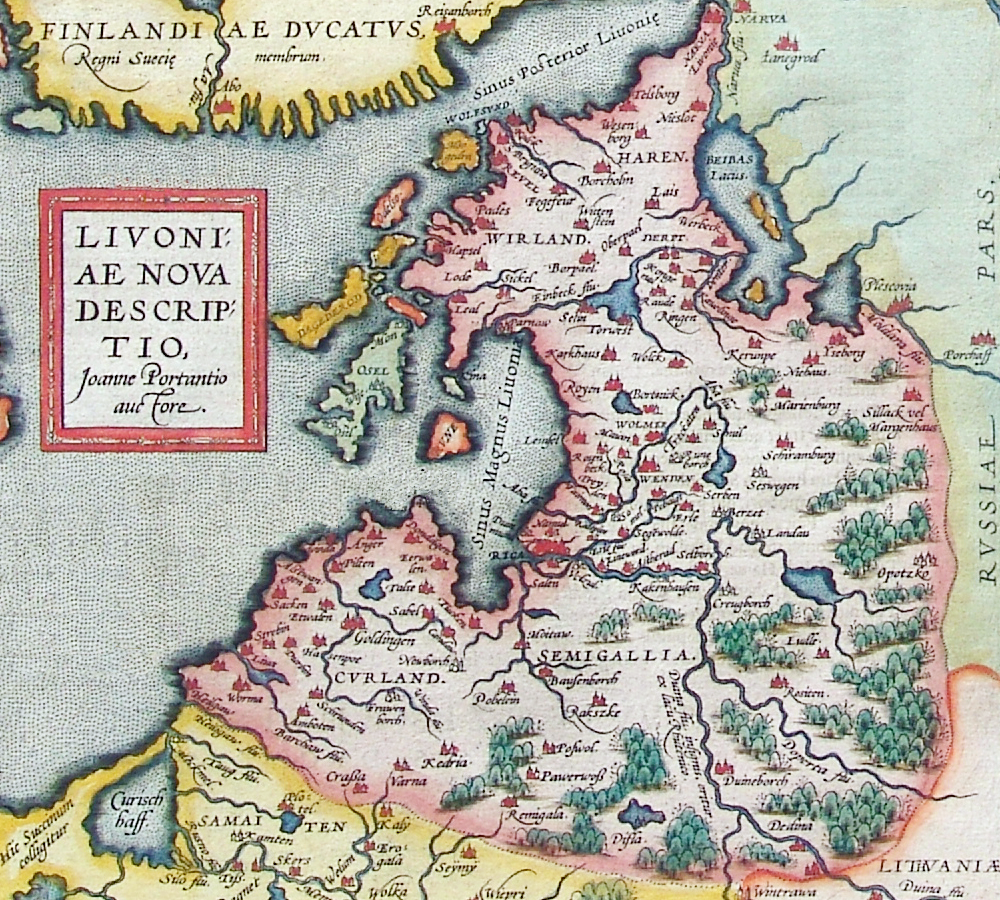
Livònia al segle XV

Livònia (letó: Livonija; estonià: Liivimaa; alemany: Livland; suec: Livland; polonès: Inflanty; rus: Лифляндия o Lifljandija; lituà: livonija) és un territori històric que va ser l'àrea habitada pels livonians, però en l'edat mitjana designava un territori molt més extens controlat per l'orde de Livònia en les costes orientals del mar Bàltic, en les actuals Letònia i Estònia. Les seves fronteres són el golf de Riga i el golf de Finlàndia en el nord-est, el llac Pepsi i Rússia a l'est, i Lituània al sud.

## Història
En començar el segle xii, Livònia era una àrea de l'extensió econòmica i política dels danesos i alemanys, particularment per a la lliga Hanseàtica i l'orde del Cister. Al voltant de 1160, comerciants hanseàtics de Lübeck van establir-hi una base en el lloc futur de Riga. La Crònica d'Enric de Livònia del 1220 explica de primera mà la cristianització de Livònia, concedida com un feu pel Hohenstaufen rei d'Alemanya Felip de Suàbia a Albert von Buxhoeveden, nebot de l'arquebisbe de Bremen, que va navegar amb un comboi de naus omplertes de croats armats. Riga fou fundada el 1201; hi construïren una catedral, i es va convertir en la seu del príncep bisbe de Livònia.
Així, d'ençà el segle xiii, Livònia es va convertir en la confederació Livònia de les terres governades per l'orde de Livònia (fundat per Albert el 1202, que el va unir amb l'orde Teutònic a Prússia (1237) i els territoris espirituals, incloent l'arxidiòcesi de Riga i el bisbat de Curlàndia, Ösel-Wiek, i Dorpat, on l'alemany Hermann von Albert es va establir com a príncep bisbe. La conquesta de Livònia pels alemanys es descriu en la Crònica rimada livona.
El 1418, l'arquebisbe de Riga, Johannes Ambundii, va organitzar els cinc estats eclesiàstics del Sacre Imperi Romanogermànic a la Livònia medieval (Ordre de Livonia, Curlandia, Ösel–Wiek, Dorpat i Riga) dins la Confederació de Livonia. Es fa formar una dieta o Landtag el 1419. La ciutat de Walk va ser escollida com a lloc de la dieta.
El 1561, durant la Guerra de Livònia, la zona va caure en mans de la Mancomunitat polonesolituana, però el control polonès no fou reconegut per l'Imperi Rus fins al 1582. L'organització de Livònia en la Mancomunitat el 1598 era:
- Voivodat de Wenden (województwo wendeńskie, Cesis / Wenden)
- Voivodat de Dorpat (województwo dorpackie, Tartu / Dorpat)
- Voivodat de Parnawa (województwo parnawskie, Pärnu / Pernau / Parnawa)

Suècia obtingué el control sobre les regions letones, estonianes i centrals del nord de Livònia, incloent-hi Riga, després de lluitar en les guerres polonesosueques durant els anys 1620, incorporant-les al regne suec com a domini de la Livònia sueca.

Confederació de Livònia el 1260

La porció de Livònia restant en la Mancomunitat després del tractat d'Oliwa el 1660 fou coneguda com a Livònia polonesa, o Inflanty, i consistia principalment en la regió letona meridional o Latgàlia dintre del voivodat de Livònia, amb capital a Daugavpils, o Dyneburg. L'Imperi Rus va conquistar la Livònia sueca durant la gran Guerra del Nord i adquirí la província en el tractat de Nystad de 1721. Rússia afegí al seu territori la Livònia polonesa el 1772 durant les particions de Polònia.
El govern de Livònia romandrà dintre de l'Imperi Rus fins al final de la Primera Guerra Mundial, quan va estar repartida entre els estats novament independents de Letònia i Estònia. En el període 1918-1920, els exèrcits soviètic i alemany van combatre contra les tropes letones i estonianes pel control de Livònia, però les seves temptatives no els van donar un grat resultat.